# Trichorhina paraensis
Trichorhina paraensis là một loài chân đều trong họ Platyarthridae. Loài này được Souza-Kury miêu tả khoa học năm 1997.